# Stelletta parva
Stelletta parva är en svampdjursart som först beskrevs av R.W. Harold Row 1911.  Stelletta parva ingår i släktet Stelletta och familjen Ancorinidae.
Artens utbredningsområde är Sudan. Inga underarter finns listade i Catalogue of Life.